# Brigittea civica
Brigittea civica (Lucas, 1850) è un ragno appartenente alla famiglia dei dictinidi.

## Descrizione

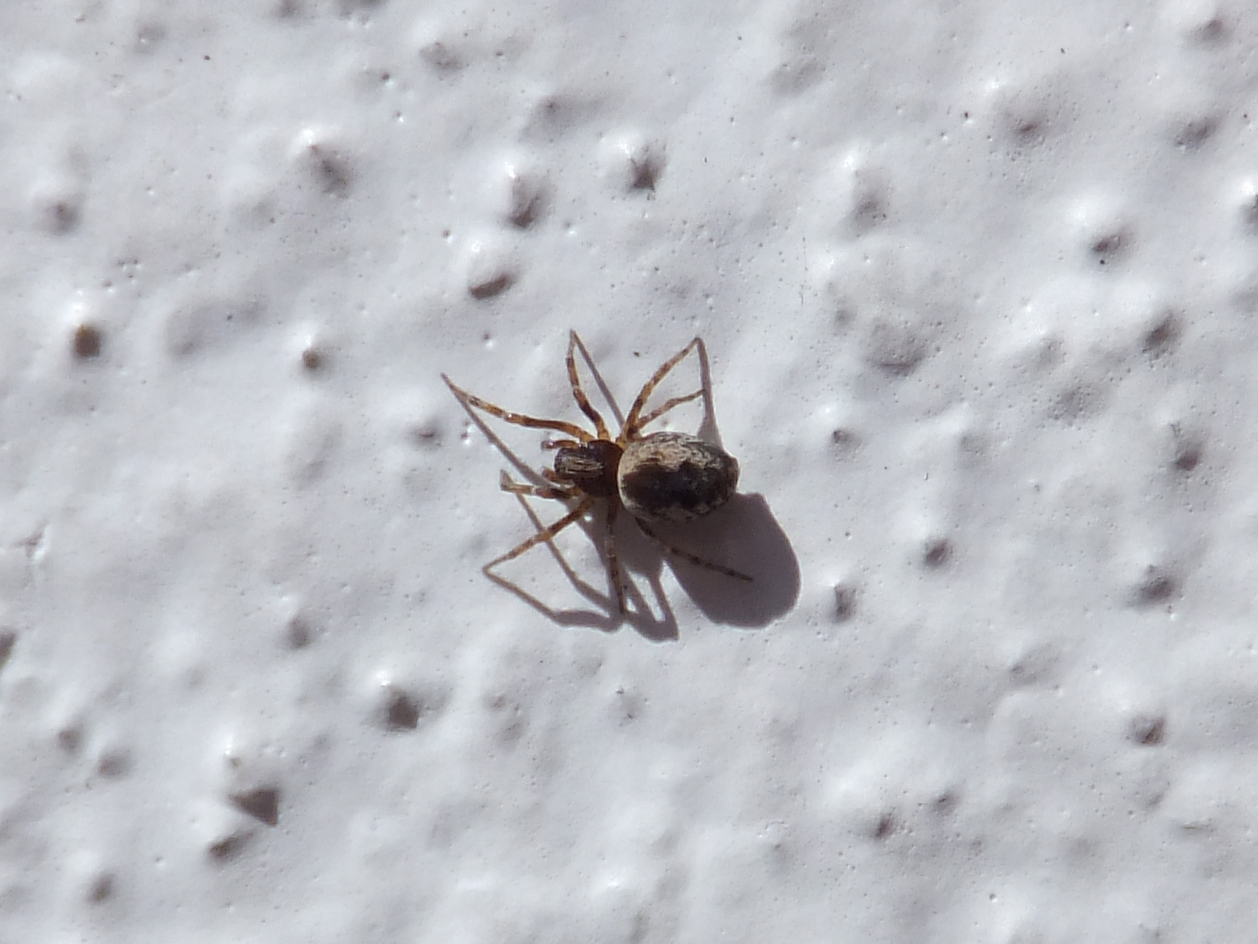
Esemplare fotografato a Piazzo (Segonzano, Italia)

È un ragno piuttosto piccolo, grande mediamente 2,3-3,5 mm in entrambi i sessi; 
Il prosoma è marrone scuro, con margini nerastri, lo sterno e i cheliceri marrone scuro o neri, le zampe marrone chiaro, con il femore e, talvolta, delle bande anelliche sui segmenti distali, più scuri; l'epigino presenta una margine anteriore ben marcato. L'opistosoma è grigio-giallastro, più scuro ai lati e con una grossa macchia dorsale marrone.

## Biologia
Si tratta di una specie sinantropica, frequente in ambienti urbani; la sua tela, di forma discoidale, è spesso rinvenibile sui muri degli edifici, particolarmente in punti illuminati (con una preferenza per le fonti di luce a incandescenza).

## Distribuzione e habitat
La specie è presente in gran parte d'Europa, in Nord Africa, in Turchia e in Iran, ed è stata introdotta anche in Nord America.